# Pascale Sourisse

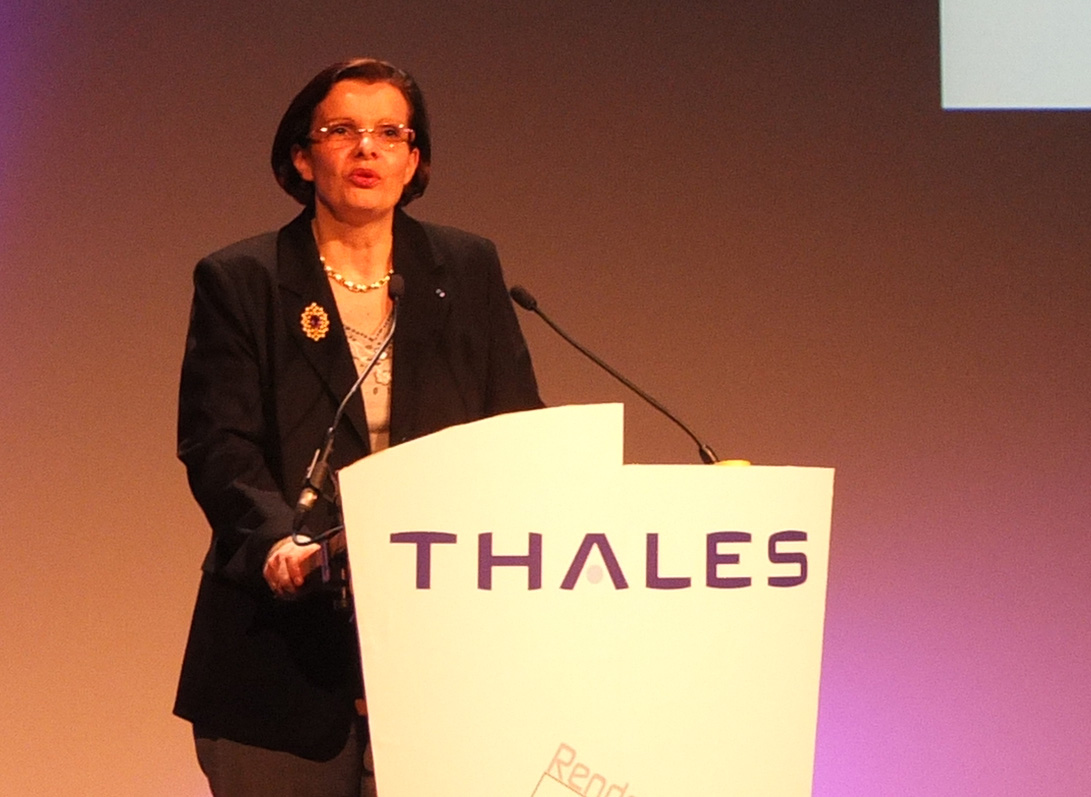
Pascale Sourisse in 2012

Pascale Sourisse (* 7. März 1962 in Nantes) ist eine französische Ingenieurin und Unternehmerin.

## Leben

### Familie
Pascale Annick Andrée Dixneuf ist die Tochter des Professors für Anästhesie Bernard Dixneuf und der Frauenärztin Simone Veyrac.
Am 10. Juni 1989 heiratete sie Rémi Sourisse, einen Ingenieur. Aus dieser Ehe gingen zwei Kinder hervor.

### Studium
Sie besuchte das Lycée Guist'Hau in Nantes und die Classe préparatoire am Lycée Louis-le-Grand in Paris. 1981 trat sie in die École polytechnique und anschließend in die École nationale supérieure des télécommunications ein, die sie 1986 abschloss.

### Karriere
Von 1984 bis 1985 arbeitete sie als Ingenieurin bei der Compagnie générale des eaux (CGE) und von 1985 bis 1986 in der Telekommunikationsabteilung von Jeumont-Schneider. Von 1987 bis 1990 war sie Leiterin der Unternehmensnetzwerke in der Regionaldirektion Île-de-France von France Telecom, danach von 1990 bis 1994 stellvertretende Direktorin und anschließend Vize-Direktorin für audiovisuelle Kommunikation und Unterhaltungselektronik im Industrieministerium.
Danach wurde sie 1993 Chefingenieurin für Telekommunikation bei der Alcatel-Gruppe, von 1995 bis 1997 Direktorin für Planung und Strategie, von 1997 bis 2001 Präsidentin und CEO von SkyBridge, 2001 Geschäftsführerin und von 2001 bis 2005 Präsidentin und CEO von Alcatel Space.
Nach der Übernahme der Alcatel-Aktivitäten durch die Thales Group wurde sie Mitglied des Verwaltungsausschusses der Thales Group. Bis 2008 war sie Präsidentin und Generaldirektorin von Thales Alenia Space. Danach war sie Geschäftsführerin des Geschäftsbereichs Landsysteme und internationale Systeme und Präsidentin und Generaldirektorin von Thales Communications.
Anfang 2010 wurde sie zur Geschäftsführerin des Geschäftsbereichs C4I Verteidigung und Sicherheitssysteme und zur Präsidentin und Generaldirektorin von Thales Communications & Security ernannt. Seit Januar 2013 ist Pascale Sourisse Geschäftsführerin für internationale Entwicklung der Thales Group.
Sie ist Mitglied des Verwaltungsrats von Renault und Vinci und Vorsitzende des Schulausschusses von Télécom ParisTech.
Sie ist Mitglied der Académie des technologies seit 2016.

## Auszeichnungen
- Ritter des französischen Ordens Ordre national du Mérite am 7. März 2000[5]
- Offizier des Ordre national du Mérite am 30. August 2007[6]
- Kommandeur des Ordre national du Mérite am 11. November 2010[6]
- Ritter der Ehrenlegion Légion d’honneur am 12. Mai 2004[7]
- Offizier der Légion d’honneur am 12. Juli 2013[7]
- Kommandeur der Légion d’honneur am 14. Juli 2021[8]